# Chris Caffery
Chris Caffery (Nueva York, 9 de septiembre de 1967) es un guitarrista estadounidense, más conocido por haber pertenecido su trabajo con las bandas Savatage y Trans-Siberian Orchestra. Lanzó además una carrera en solitario con la que ha publicado varios álbumes desde 2004.
Empezó a tocar la guitarra a la edad de once años. Sus principales influencias musicales eran The Beatles, Kiss, Black Sabbath, Judas Priest y Rush, entre otros. Ha citado como fuentes de inspiración a guitarristas como Ted Nugent, Rik Emmett, Ace Frehley, Randy Rhoads y Michael Schenker.
También hizo parte de la banda Doctor Butcher, junto al vocalista Jon Oliva.

## Discografía

### Savatage
- 1987 - Hall of the Mountain King
- 1989 - Gutter Ballet
- 1995 - Dead Winter Dead
- 1998 - The Wake of Magellan
- 2001 - Poets and Madmen

### Doctor Butcher
- 1994 - Doctor Butcher

### Trans-Siberian Orchestra
- 1996 - Christmas Eve and Other Stories
- 1998 - The Christmas Attic
- 2000 - Beethoven's Last Night
- 2004 - The Lost Christmas Eve
- 2009 - Night Castle

### Metalium
- 1999 - Millenium Metal

### Solista
- 2004 - The Mold EP
- 2004 - Music Man EP
- 2005 - Faces
- 2005 - W.A.R.P.E.D.
- 2007 - Pins and Needles
- 2009 - House of Insanity